# Daria Joura
Daria Joura (Leninsk-Kuznetsky, 2 de maio de 1990), é uma ginasta russa naturalizada australiana que compete em provas de ginástica artística.
Joura fez parte da equipe australiana que ficou na sexta posição nos Jogos Olímpicos de Pequim, na China em agosto de 2008.

## Carreira
Daria, filha de Vladimir e Irina, nasceu na Rússia em 1990. Aos sete anos, mudou-se para a Austrália, pois seu pai, um treinador de ginástica, encontrou melhores oportunidades no país. Para não perder o idioma, a atleta fala russo com seus pais.
Joura pratica o esporte desde pequena, por influência dos pais. Até o ano de 2002, a ginástica havia sido "apenas uma coisa cotidiana" - segundo palavras da própria -, que tomou gosto pela modalidade artística competitiva desde então.
Daria fez sua estreia como sênior no ano de 2005, no desafio Austrália vs Ucrânia. No verão do ano seguinte, derrotou em competição, a campeã mundial no solo, Cheng Fei. Lesionada, Daria ficou de fora do 2006 Commonwealth Games. Recuperando-se, a ginasta tornou-se campeã nacional no concurso geral, trave, solo e salto, além de ser a quinta melhor ginasta no Campeonato Mundial de Aarhus no mesmo ano em que se lesionou.
No ano de 2007, a ginasta defendeu seu título nacional, tornando-se bicampeã. No entanto, internacionalmente, foi a 10º colocada geral no Campeonato Mundial de Stuttgart.
Em sua primeira participação olímpica, nos Jogos de Pequim, Daria, junto a seleção australiana, terminou em sexto lugar por equipes. Individualmente, não obteve classificação para nenhum aparelho.
No começo de 2009, Joura não participara de competições, devido a uma lesão sofrida no tornozelo, que a levou a uma cirurgia. Daria torceu seu tornozelo após uma má aterrissagem em seu duplo mortal esticado no solo, ainda durante o Podium Training dos Jogos Olímpicos de Pequim. Participou das preliminares apesar da lesão, mas acabou tendo um rompimento completo dos ligamentos durante a competição. Apresentou-se nas barras assimétricas durante a final por equipes e ajudou a Austrália a terminar em sexto lugar na prova, sendo essa a melhor colocação do país em Olimpíadas.

## Principais resultados
| Ano  | Evento                                    | AA              | Equipe | Salto sobre o cavalo | Trave | Barras assimétricas | Solo |
| ---- | ----------------------------------------- | --------------- | ------ | -------------------- | ----- | ------------------- | ---- |
| 2006 | Campeonato Nacional Australiano           | Medalha de ouro |        | Medalha de ouro      |       | Medalha de ouro     |      |
| 2006 | Campeonato Mundial de Ginástica Artística | 5º              |        |                      |       |                     |      |
| 2007 | Campeonato Nacional Australiano           | Medalha de ouro |        |                      |       |                     |      |
| 2007 | Campeonato Mundial de Ginástica Artística | 10º             |        |                      |       |                     |      |
| 2008 | Jogos Olímpicos                           |                 | 6º     |                      |       |                     |      |